# Rasputin and the Empress
Rasputin and the Empress (bra: Rasputin e a Imperatriz; prt: Rasputine e a Imperatriz) é um filme norte-americano de 1932, do gênero drama histórico, dirigido por Richard Boleslawski e estrelado por John Barrymore, Ethel Barrymore e Lionel Barrymore.

## Produção

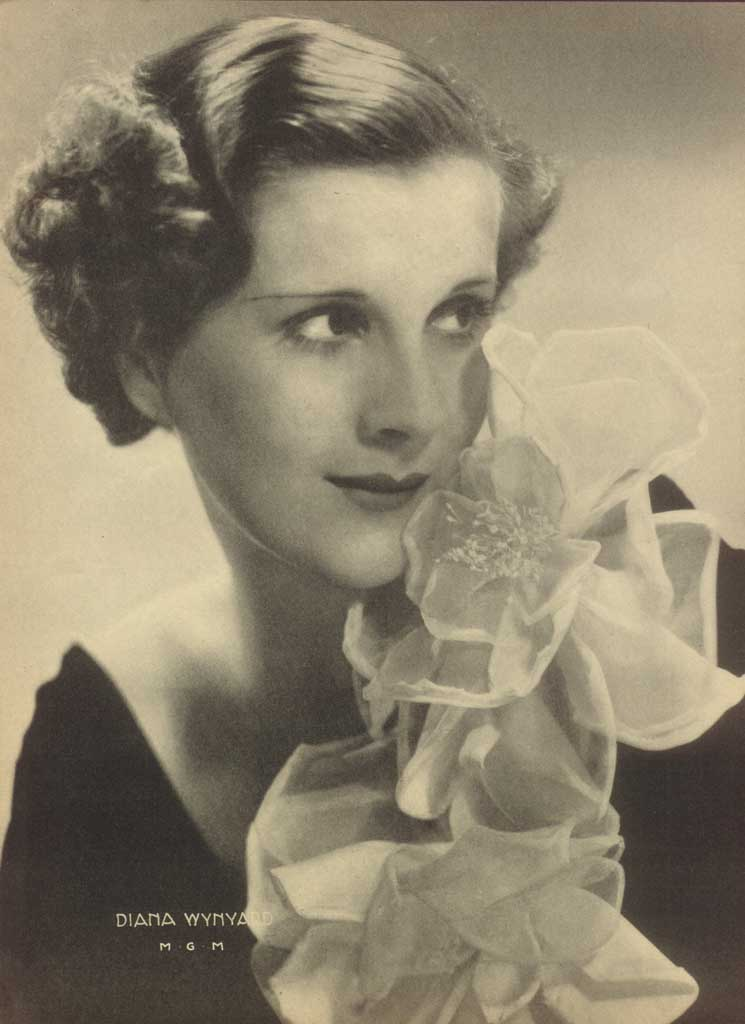
Diana Wynyard (1906-1964), estrela do teatro britânico, desembarcou em Hollywood em 1932 para atuar nessa e em outras películas, especialmente Cavalcade (1933), que lhe rendeu uma indicação ao Oscar. Logo voltaria aos palcos londrinos, atuando nas telas apenas esporadicamente.

Rasputin and the Empress é o único filme em que os idolatrados irmãos Barrymore — John, Ethel e Lionel — atuam juntos. Apesar dos propalados conflitos de personalidade,  eles trabalharam em harmonia, como bons profissionais.
Irving Thalberg conseguiu que Ethel Barrymore voltasse às telas depois de treze anos. Seu último trabalho no cinema fora em The Divorcee, de 1919. Consequentemente, este é o primeiro filme sonoro da atriz.
Thalberg esperava que a reunião dos Barrymore numa produção tão importante resultasse em grande sucesso, mas as bilheterias ficaram aquém do esperado.
A MGM foi processada pelo Príncipe Félix Yussupov, que pedia indenização de um milhão de dólares por calúnia e difamação. O príncipe não se importava de ser retratado como o assassino de Rasputin, mas dizia que o estupro de sua esposa nunca existiu. O estúdio perdeu a ação. Com isso, o filme foi retirado de circulação e todas as cópias foram censuradas quando exibidas na TV. Assim, tem-se a impressão, ao assisti-lo contemporaneamente, que há linhas de diálogo soltas e cenas inteiras apagadas.
Outra consequência da ação judicial movida pelo príncipe: todas as futuras produções de Hollywood passaram a ser obrigadas a trazer o seguinte aviso: "Any resemblance to actual persons, living or dead, is purely coincidental" ("Qualquer semelhança com pessoas reais, vivas ou mortas, é mera coincidência").

## Sinopse
Rússia, anos finais do regime czarista, sob a dinastia dos Romanovs. Após sofrer um acidente, o jovem e hemofílico Príncipe Alexis recebe o vaticínio de que sua morte está próxima. No entanto, um conselho de Natasha, namorada do Príncipe Chegodieff, leva o Czar Nicolau II e a Czarina Alexandra a chamar o misterioso Rasputin para cuidar do garoto. Rasputin cura Alexis e, aos poucos, sua influência sobre a família real só faz crescer.
O Príncipe Chegodieff, temendo que os atos despóticos de Rasputin levassem o povo a revoltar-se, tenta inutilmente desacreditá-lo. Porém, quando Natasha é estuprada pelo místico, Chegodieff vê motivos suficientes para tramar sua morte. Após duas tentativas falhadas, a primeira a tiros de revólver e a segunda por envenenamento, um duelo finalmente põe um ponto final nos desmandos de Rasputin. Mas a roda da História continua a girar e o destino dos Romanovs está traçado...

## Premiações
| Prêmio     | Categoria                | Recipiente        | Situação |
| ---------- | ------------------------ | ----------------- | -------- |
| Oscar 1933 | Melhor história original | Charles MacArthur | Indicado |

## Elenco
| Ator/Atriz       | Personagem          |
| ---------------- | ------------------- |
| John Barrymore   | Príncipe Chegodieff |
| Ethel Barrymore  | Czarina Alexandra   |
| Lionel Barrymore | Rasputin            |
| Ralph Morgan     | Czar Nicolau II     |
| Diana Wynyard    | Natasha             |
| Tad Alexander    | Alexis              |
| C. Henry Gordon  | Grão-Duque Igor     |
| Edward Arnold    | Doutor Remezov      |